# Hermann von Rethem
Hermann von Rethem OP († 1507) war ein Bremer Kleriker.
Von Rethem war seit 1464 Mitglied des Dominikanerordens. Er war von 1482 bis 1507 Weihbischof im Erzbistum Bremen. Dieses Amt behielt er bis zu seinem Tod. Er war Titularbischof von Sebaste in Cilicia der römisch-katholischen Kirche in Kleinasien, das auf einen erloschenen Bischofssitz in der antiken Stadt Elaiussa Sebaste in Kilikien zurückgeht.